# Battaglia di Les Clouzeaux
La battaglia di Les Clouzeaux è stata una battaglia della Prima guerra di Vandea combattuta il 20 marzo 1794 a Les Clouzeaux.

## La battaglia
Il 20 marzo, la colonna del generale Nicolas Haxo si scontrò con le truppe vandeane di François Charette. Ossessionato dalla distruzione dell'esercito di Charette, Haxo, sottovalutando la forza del suo avversario, si era presentato con una debole avanguardia a Les Clouzeaux, città ancora salva dalle colonne infernali.
Haxo aveva messo in fuga tutti i piccoli gruppi di vandeani che andava incontrando sul suo cammino e credeva che Charette fosse nei boschi attorno alla città. Charette invece voleva tenere la città, e schierò le sue truppe fuori di essa, davanti all'esercito repubblicano, barricata in una chiesa fuori città. I dragoni repubblicani caricarono per primi l'avanguardia vandeana comandata da Joly. Erano sul punto di farla ripiegare quando la cavalleria vandeana li attaccò su un lato, i dragoni allora si diedero alla fuga, gettando nel panico la fanteria repubblicana, alla fine tutto il piccolo esercito repubblicano andò in rotta.
Durante la fuga Haxo ferito nel combattimento ad un braccio venne abbandonato anche dal suo cavallo che lo disarcionò, dovendo quindi scappare a piedi venne facilmente raggiunto dalla cavalleria vandeana e morì durante lo scontro. Non si sanno le circostanze esatte della sua morte, la tesi più accreditata è che sia morto dopo aver tentato di resistere ai cavalieri vandeani, tanto che Charette commentò così la sua morte: «quale danno avere ucciso un uomo così coraggioso». Ma il generale Turreau per giustificare il mancato supporto ad Haxo sostenne che si suicidò per non aver cadere in mano nemica.